# Kuloodporni
Kuloodporni (ang. Bulletproof) – amerykańska komedia sensacyjna z 1996 roku w reżyserii Ernesta Dickersona. W filmie występują Damon Wayans, Adam Sandler, James Caan i Jeep Swenson. Wyprodukowany przez Universal Pictures.

## Opis fabuły
Policjant Jack Carter (Damon Wayans) prowadzi śledztwo w sprawie narkotykowego bossa. Przenika w szeregi mafii. Zaprzyjaźnia się ze złodziejem samochodów, Archiem Mosesem, który wtajemnicza go w plany szefa. Wkrótce Jack musi wybrać między wiernością prawu a lojalnością wobec kompana.

## Obsada
- Damon Wayans jako Rock Keats/Jack Carter
- Adam Sandler jako Archie Moses
- James Caan jako Frank Colton
- Kristen Wilson jako Traci Flynn
- Jeep Swenson jako Bledsoe
- James Farentino jako kapitan Will Jensen
- Bill Nunn jako Finch
- Allen Covert jako detektyw Jones